# Síndrome de Bernard-Soulier
Síndrome de Bernard-Soulier é uma doença hemorrágica hereditária rara caracterizada por trombocitopenia, presença de plaquetas gigantes e uma tendência a sangramento.

## Causas
É uma doença hereditária autossômica recessiva onde há falta da glicoproteína Ib na superfície das plaquetas. Essa glicoproteína é o sítio de ligação do fator de von Willebrand. A função do fator de von Willbrand é ligar-se às plaquetas e ao colágeno exposto do endotélio lesado.
código CID 10 D69.1

## Sintomas
Os sintomas estão relacionados com a disfunção das plaquetas: sangramentos nas mucosas, nas gengivas, nariz e gastrointestinais. Pacientes heterozigotos geralmente não apresentam sintomas.

## Diagnóstico
- Contagem de Plaquetas: apresenta-se abaixo do normal. Análise do esfregaço pode revelar a presença de plaquetas gigantes.
- Tempo de sangramento: prolongado.
- Agregação induzida pela ristocetina: não há agregação.